# Станица Луганская
Стани́ца Луга́нская (укр. Станиця Луганська; прежние названия: Станично-Луганское, Косиорово) — посёлок в Луганской области Украины, расположен в Счастьинском районе. Непосредственно граничит с Луганском, отделён от него рекой Северский Донец. 26 февраля 2022 года населённый пункт был оккупирован российскими войсками в ходе вторжения России в Украину.

## История

### Истоки
Посёлок расположен на Северском Донце, на его окраинах (и возле посёлка) были найдены остатки древних мастерских по обработке камня VI—IV тысячелетия до н. э., а также поселения эпохи бронзы I тысячелетия до н. э. и могильники VIII—X вв. до н. э.
Во второй половине XVII века в лесистой местности недалеко от речки Лугани беглыми крестьянами и посадскими людьми был основан городок Луганский. Площадь его составляла 27 гектаров, городок был обнесён валом и рвом, упиравшимися в берег Северского Донца. Над городком возвышался курган, на котором располагался сторожевой пост.
В 1684 году городок был сожжён татарами, но вскоре был восстановлен как станица Луганская. Поэтому официальной датой основания считается 1688 год. Хотя, безусловно, казачий городок Луганский возник раньше — по непроверенным данным, ранее 1640 года, а в ревизии 1703 года указан год постройки — 1673.
Казаки несли военную службу, а также другие повинности — почтовую, постойную, строительную. Угроза набегов татар и трудности освоения целины препятствовали земледелию, поэтому жители ограничивались рыболовством, охотой, бортничеством. Правительство поддерживало колонизацию примыкающих к Слободской Украине территорий слободскими полками. Однако после подавления крестьянско-казацкого восстания под предводительством К. Булавина (1707—1708 гг.) у Донского войска были изъяты значительные земли, казацкие городки выше Лугани были уничтожены, так что городок Луганский, который массово Булавина не поддержал, но сдался ему, оказался на западной границе земель войска. Сюда переехало немало казаков с мятежных территорий, благодаря чему городок на 1718 год, только по числу присягнувших на службу казаков (не считая членов семей и прочих жителей) — 662 казака, стал самым крупным на Дону.
Активное заселение бассейна Донца вниз от станицы Луганской (в официальных документах такое название встречается с 1719 года) происходило начиная с 1730—1740-х годов.
В это время. казаки стали осваивать земледелие и животноводство, сохраняя и рыболовство — по сведениям 1764 года, в станице было пять озер, кроме того, у казаков было исключительное право вылова рыбы в реках, протекающих в пределах расположения войска.
Поскольку земля казакам выдавалась по паям, за это они обязаны были нести военную службу со своим конём, оружием и обмундированием. В поисках свободных земель многие казаки, в основном зажиточные, переселялись в степи, на хутора — вначале строились во временные летние жилища, а позже — и в зимние. За период 1730—60-х годов XVIII в. станичники Луганской основали на Донце шесть хуторов. В 1766 году в станице насчитывалось 279 дворов, проживали 1558 человек, в том числе 879 мужчин и 679 женщин.

Поскольку расположенное в низине поселение часто страдало от половодья, в 1773 году станица переехала на новое, более возвышенное место, в 3 км от старого. Население росло в основном за счет беглых крестьян. Так, за 1734—1763 гг. в станицу Луганскую переселилось 173 украинца, в том числе из Слободской Украины —106 человек.

У мельницы. Станица Луганская Донецкого округа Области Войска Донского.
Начало XX века.

### В составе Войска Донского
В Российской империи станица входила в состав Донецкого округа области Войска Донского. Казаки Луганской служили в полках 10-го полкового звена Войска Донского: 10-м генерала Луковкина, 27-м и 44-м Донских казачьих полках. В государстве донских казаков Всевеликом Войске Донском (1918—1920) станица Луганская также входила в состав Донецкого округа.
В начале 1920 года Всевеликое Войско Донское после двух лет изматывающей войны пало под ударами Красной армии, его Таганрогский округ и части Донецкого и Черкасского округов были переданы в УССР — станица Луганская оказалась в составе Донецкой губернии и была переименована в посёлок Станично-Луганское.

### В Донецкой губернии
В 1923 году посёлок стал центром созданного Станично-Луганского района Донецкой губернии УССР.
В 1935 году указом ПВС УССР село Станично-Луганское переименовано в Косиорово.
В 1938 году село получило статус посёлка городского типа.
Согласно данным переписи населения в январе 1989 года численность населения составляла 16 168 человек.
После распада СССР посёлок Станично-Луганское остался в составе Луганской области Украины. Постановлением ВРУ № 1155-V от 7 июня 2007 года было восстановлено историческое казачье название — Станица Луганская.

### Российско-украинская война

#### Война в Донбассе
В конце апреля 2014 года контроль над городом установил командир «Народного ополчения Луганщины» Алексей Мозговой. Местом дислокации и лагерем по военной подготовке его подразделения стала туристическая база «Дубрава».
Резкие протесты жителей края вызвало решение киевских властей об усиленном контроле украинско-российской границы, принятое в конце апреля и создавшее препятствия для продажи сельскохозяйственной продукции станицы в приграничных российских населенных пунктах, куда ранее можно было свободно ездить по упрощённой системе. Новоназначенный Александром Турчиновым глава районной гражданской администрации Дмитрий Винник не смог расположить ни работников администрации, ни местных жителей. Недовольство спровоцировало многотысячный стихийный митинг местных жителей 28 апреля, к которому присоединились станичные казаки во главе с Валерием Лопиным. Участники митинга проголосовали за установление в народовластия, после чего на место Дмитрия Винника выдвинули Михаила Болгова, а над зданием администрации водрузили российский триколор. Между станицей и Луганском на правом, высоком берегу реки Северский Донец на автомобильном мосту был установлен блок-пост.
11 мая 2014 года в станице прошел референдум о самоопределении Луганской народной республики.
2-4 июня 2014 года Вооружённые силы Украины начали решительные действия против вооружённых формирований ЛНР. По состоянию на 5 июня в Станице Луганской были взорваны два моста: пешеходный, возле памятника князю Игорю (его остатки заблокировали проезд через новый автомобильный мост), и автомобильный, через Северский Донец на автодороге Р22 из Луганска до границы с Российской Федерацией. Была взорвана железная дорога на перегоне Кондрашовская — Нова — Городний. 6 июня украинская авиация нанесла удар по турбазе «Дубрава», разрушив её. Получили ранения два члена вооружённого формирования, подразделение Мозгового было вынуждено передислоцироваться в помещение школы в посёлке Макарово, недалеко от моста и блокпоста. 13 июня артиллерия ВСУ разбомбила школу, повреждения получили дома в жилом секторе вокруг неё.
2 июля 2014 года по Станице Луганской был нанесён авиационный удар. Были разрушены жилые кварталы, погибло более 10 мирных жителей. Бои между Вооружёнными силами Украины, украинской милицией, Национальной гвардией Украины с одной стороны, и с вооружёнными формированиями самопровозглашённой ЛНР с другой, в районе Станицы Луганской продолжались всё лето 2014 года. 21 августа 2014 года посёлок вернулся под контроль Украины.
Тем не менее активные боевые столкновения с применением пулемётов, миномётов, артиллерии, танков, «Градов», усиливавшиеся после пополнения боеприпасов, продолжались. От обстрелов погибло много местных жителей.
По состоянию на 30 августа 2015 года в Станице Луганской из почти 14 тысяч оставалось около 600 жителей. На 1 января 2018 года, по оценке ГССУ, население составило 13 089 чел.
В конце июня — начале июля 2019 года войска с обеих сторон в Станице Луганской были разведены, что подтвердила специальная мониторинговая миссия ОБСЕ, после чего расстояние между вооружёнными формированиями стало равно двум километрам. В этом же году был частично восстановлен мост через Северский Донец, соединяющий контролируемую Украиной территорию с неподконтрольной частью.
В июне 2020 года район вошёл в состав укрупнённого Счастьинского района.

#### Преступления батальонов «Торнадо» и «Чернигов» в 2015 году
С 1 января 2015 года в Луганскую область, в зону проведения АТО, была переведена рота патрульной службы милиции особого назначения «Торнадо» и батальон «Чернигов». Прибыв в станицу Луганскую, «Торнадо» разместилась в железнодорожной больнице, лишив её тем самым защищенного статуса. Использование больницы как базы воинского подразделения привело к тому, что она была обстреляна сепаратистами.
Вскоре по прибытии бойцы «Торнадо» начали обыскивать прохожих на улицах и изымали их мобильные телефоны. Они объясняли это «проверкой» и обещали, что телефоны потом вернут в райгосадминистрации, но ни одно изъятое имущество так и не было возвращено. После этого начались незаконные обыски жилых домов гражданских жителей. Во время них бойцы «реквизировали» ценные вещи, избивали и унижали хозяев, угрожая их расстрелять. Известны также случаи пропажи без вести людей, которых задерживали и отводили в железнодорожную больницу, где была оборудована тюрьма и производились пытки. В станице Луганской без вести пропали (возможно, были убиты) по меньшей мере 11 человек и 40 подвергались пыткам и издевательствам.
Редкие жалобы на превышение полномочий «торнадовцами» и «черниговцами» оставались без ответа со стороны правоохранительных органов. Волна недовольства нарастала, её поддержал глава Луганской областной военно-гражданской администрации Геннадий Москаль, который 17 июня 2015 г. обратился к министру внутренних дел с требованием вывести из станицы добровольческие вооружённые формирования.
«Вместо того, чтобы сконцентрировать свои усилия и дать достойный отпор врагу, некоторые подразделения МВД Украины стали на путь совершения преступлений, а чтобы прикрыть свое недостойное поведение — выдают себя за борцов с „идейной“ контрабандой. В первую очередь это касается батальонов „Торнадо“ и „Чернигов“», — указал Г. Москаль.
В марте 2015 г. военная прокуратура открыла уголовное производство и выдвинула обвинение представителям батальонов «Торнадо» и «Чернигов» по поводу создания преступной организации, совершения насильственных действий и убийств. 17 июня был задержан командир батальона «Торнадо» Руслан Онищенко и другие члены подразделения. Батальоны были выведены за пределы Станично-Луганского района и Луганской области и расформированы.

#### Вторжение России на Украину (2022)
17 февраля 2022 года, за несколько дней до вторжения России на Украину, посёлок подвергся артиллерийскому обстрелу, в результате чего были повреждены железнодорожная станция и детский садик. Западные политики выразили опасения, что обстрел может быть связан с подготовкой Россией повода для вторжения.
26 февраля 2022 года посёлок и КПП «Станица Луганская» были оккупированы вооружёнными силами России.

## Станично-Луганский краеведческий музей
В центре посёлка находится краеведческий музей, где собраны документы, коллекции предметов быта и боевой славы казаков. В залах музея постоянно обновляются выставки народных промыслов: живописи, декоративно-прикладного искусства, проводятся экскурсии с участием коллективов народного творчества.

## Экономика
Станица Луганская является железнодорожным узлом и имеет хорошую транспортную развязку: две железнодорожные станции — Кондрашовская и Кондрашовская-Новая — и региональная автомобильная дорога.
Предприятия по обслуживанию железнодорожного транспорта, промышленные и пищевые комбинаты, песчаный карьер. Центр большого сельскохозяйственного района Луганской области.